# 阮守捷
阮守捷（越南语：／，?—?），十二使君之一，号阮令公（越南语：／），据守仙游（今北宁省仙游县）。一号巴安君，身长声高，闻者震骇，人称雷公，后并武宁（今北寧省桂武縣），称武宁王。967年，被丁部领所灭。